# Sweet Thing
«Sweet Thing» es una canción del músico norirlandés Van Morrison publicada en el álbum de 1968 Astral Weeks.
Fue compuesta por Morrison tras conocer a su futura esposa Janet durante una gira por Estados Unidos en 1966 y durante el año de separación antes de volver a Belfast. Es la única canción del álbum que mira hacia el futuro en vez de hacia el pasado, con versos como "You shall take me strongly in your arms again / and I will not remember that I ever felt the pain" (lo cual puede traducirse al español como: "Me tomarás fuertemente en tus brazos / y no recordaré que una vez sufrí").
Van Morrison comentó acerca de la canción: ""Sweet Thing" es otra canción romántica. Contempla los jardines y las cosas como... humedecidas por la lluvia. Es una balada de amor romántica no sobre alguien en particular, sino sobre un sentimiento".
"Sweet Thing" quedó clasificada en el puesto 415 de la lista de las 885 mejores canciones de todos los tiempos elaborada por los oyentes de WXPN. En 1990, fue publicada en el álbum recopilatorio The Best of Van Morrison.

## Personal
- Van Morrison: guitarra rítmica y voz
- Jay Berliner: guitarra
- Richard Davis: contrabajo
- Connie Kay: batería
- John Payne: flauta
- Larry Fallon: arreglos de cuerdas

## Versiones
"Sweet Thing" fue versionada en directo por Jeff Buckley en el álbum póstumo Live at Sin-é (Legacy Edition), por The Waterboys, por su hija Shana Morrison en su álbum debut Caledonia y por el grupo Ezio en su álbum en directo Live at the Shepherds Bush Empire.